# Kołaczków (wieś w Polsce)
Kołaczków – wieś sołecka w Polsce, położona w województwie mazowieckim, w powiecie ciechanowskim, w gminie Opinogóra Górna. Leży nad Soną dopyłwem Wkry.
Wieś Kolaczkowo niegdyś należąca do starostwa ciechanowskiego, pracowała dla folwarku Opinogóra w 1617 roku. W latach 1975–1998 miejscowość administracyjnie należała do województwa ciechanowskiego.